# Carl Scheele
Carl (Karl) Wilhelm Scheele (ur. 9 grudnia 1742 w Stralsundzie, zm. 21 maja 1786 w Köping) – niemiecko-szwedzki aptekarz i chemik, odkrywca m.in. tlenu, chloru, wolframu i manganu.

## Życiorys
Urodził się 9 grudnia 1742 r. w Stralsundzie na Szwedzkim Pomorzu jako siódme z 11 dzieci niemieckojęzycznego browarnika i kupca zbożowego. Ojciec zbankrutował kilka lat później, wskutek czego rodzina popadła w nędzę. Z tego powodu Carl nie uzyskał formalnego wykształcenia i wcześnie, w wieku 14 lat, zaczął zdobywać zawód. Od 1757 r. zarobkował jako praktykant w aptece Martina Baucha w Göteborgu, a praca ta zainteresowała go na tyle, że zaczął czytać wszystkie dostępne mu książki i prowadzić eksperymenty. Pomagała mu w tym świetna pamięć. Bauch zauważył zdolności Scheelego i zachęcał go do poszerzania wiedzy. Zapoznał się tam z dużą liczbą prac Georga Stahla, zwolennika teorii flogistonu, a także z dziełami Hermanna Boerhaavego, Johanna Kunckela, Nicolasa Lémery'ego i Caspara Neumanna. Po sześciu latach zdał egzamin aptekarski.
Dwa lata później, w 1765 r., Scheele podjął pracę w aptece w Malmö u Petera Kjellstroma, który także zachęcał go do dalszej nauki. Tam poznał m.in. Andersa Jahana Retziusa, który nauczył go sporządzać regularne notatki laboratoryjne. W 1770 r. Scheele wydał swoją pierwszą publikację, dotyczącą wyizolowania kwasu szczawiowego. Trzy lata później przeniósł się do pracy w Sztokholmie, gdzie miał nadzieję na bliższy kontakt ze światem naukowym, a dwa lata później przeniósł się do Uppsali, gdzie poznał m.in. Johana Gottlieba Gahna i nawiązał współpracę z Torbernem Bergmanem, który nauczył go planować eksperymenty i uczynić je bezpieczniejszymi. W Uppsali Scheele pracował jako dyrektor w dużym laboratorium farmaceutycznym.
W 1772 r. osiadł w Köping, zostając właścicielem apteki i zajmując się jednocześnie pracą badawczą. Dzięki swojej pracy o kwasie szczawiowym został w 1774 r. przyjęty do Szwedzkiej Królewskiej Akademii Nauk, która wypłacała mu pensję, z której mógł prowadzić badania, lecz uczestniczył tylko w jednym jej posiedzeniu. Od 1785 r. chorował, wykazując objawy choroby nerek i nieustalonej do dziś choroby skóry. 19 maja 1786 r. ożenił się z Margaretą Pohl, wdową po poprzednim właścicielu jego apteki, która pracowała u niego jako gospodyni. Scheele zaręczył się z nią już wcześniej, odkładał jednak długo ślub uzasadniając to brakiem odpowiedniego majątku. Jednocześnie odrzucił propozycje objęcia posady nadwornego chemika w Sztokholmie, Berlinie i Londynie.
Zmarł przedwcześnie 21 maja 1786 r. w Köping, zły stan zdrowia spowodowała praca nad szkodliwymi związkami bez odpowiedniej wentylacji, miał też zwyczaj smakowania wyodrębnianych przez siebie  substancji (opisał smak m.in. cyjanku wodoru i innych trucizn); ponadto wielokrotnie wdychał także chlor podczas prezentacji, chociaż zdawał sobie sprawę z jego toksyczności. Za sprawą pośpiesznego ślubu Scheele chciał zabezpieczyć Margaretę Pohl, która – jako wdowa – została ponownie właścicielką apteki.

## Praca badawcza
Pomimo że nie miał profesjonalnego laboratorium i pracował w trudnych warunkach, jego dorobek jest obszerny. Najbardziej znany jest z odkrycia tlenu, którego dokonał prawdopodobnie w 1770 r. metodą prażenia tlenku rtęci (wcześniej od Josepha Priestleya), a także obliczył przybliżoną jego zawartość w powietrzu, jednak wyniki interpretował według teorii flogistonu. Publikacja tego odkrycia nastąpiła  dopiero w 1777 r., dwa lata później niż w przypadku Priestleya. W 1770 r. Retzius wymienił go jako kluczowego współpracownika w otrzymaniu kwasu winowego, w tym samym roku ukazała się jego pierwsza własna praca o otrzymywaniu kwasu szczawiowego.
W 1774 r. pod wpływem Bergmana opublikował pracę opisującą skutki potraktowania piroluzytu kwasem solnym. Scheele otrzymał wówczas gazowy chlor oraz tlenek baru. Nie został jednak uznany za odkrywcę chloru, ponieważ jego produkt był mieszaniną chloru z powietrzem, a prawidłowy opis chloru jako nowo odkrytego pierwiastka chemicznego wykonał dopiero Haumphry Davy. Scheele wykazał jego właściwości wybielające i odkrył, że w połączeniu z sodem tworzy sól kuchenną. Badając braunsztyn przewidział istnienie manganu (nadał mu też nazwę), jednak nie umiał go wydzielić ze względu na braki w wyposażeniu swojego laboratorium. Otrzymał tlenek wolframu(VI) w wyniku ogrzewania wolframianu wapnia (obecnie zwanego szelitem) i przewidział istnienie wolframu (1781), który potem wyodrębnił Fausto Elhuyar. Prowadził badania nad kwasami nieorganicznymi, w tym odkrył kwas arsenowy, molibdenowy, azotowy(III) i wolframowy Przewidział istnienie molibdenu (1778) za sprawą otrzymania kwasu molibdenowego, jednak czysty metal uzyskał dopiero Peter Hjelm. Rozróżnił również molibdenit i grafit, jako pierwszy uznając grafit za odmianę węgla. Niezależnie od Daniela Rutherforda odkrył również azot.
Opisał właściwości kwasu fluorowodorowego i jego licznych soli, otrzymując kwas z fluorku wapnia. Wyizolował również tlenek węgla(II), siarkowodór, amoniak, fluorek wapnia, arszenik i gazowy chlorowodór. W trakcie badań nad arsenem otrzymał wodoroarsenin miedzi(II), nazywany zielenią Scheelego, a także ustalił skład błękitu pruskiego i boraksu. Jest także autorem nowych metod uzyskiwania eterów, kalomelu, magnezu. Badał związki fosforu i został twórcą wysokowydajnej metody uzyskiwania fosforu, która przyczyniła się do rozwoju szwedzkiego przemysłu produkcji zapałek, jego odkrycia przyczyniły się do powstania technik bielenia chlorem i otrzymywania fosforu z popiołu kostnego, a także udoskonalenia otrzymywania sody. Jako pierwszy dokładnie opisał przebieg ciemnienia chlorku srebra pod wpływem światła (1777 r.), co miało istotny wpływ na późniejszy rozwój fotografii. Jego badania doprowadziły do odkrycia fluorku krzemu w 1771 r.
Odkrywca wielu kwasów organicznych m.in. winowego, szczawiowego, mlekowego, tetrahydroksyheksanodiowego, moczowego, pruskiego, cytrynowego, jabłkowego, galusowego i pirogalusowego. Ponadto wyizolował kazeinę, pierwsze aldehydy i glicerynę (1783, jednak nazwę tę nadał jej dopiero Michel-Eugène Chevreul). Opisał metodę zbliżoną do pasteryzacji, jednak jego publikacja przeszła bez echa. Przeprowadził pierwsze badania adsorpcji gazów na węglu drzewnym oraz katalitycznej estryfikacji kwasów organicznych kwasami mineralnymi w 1781.
Łącznie w swoich zaszyfrowanych notatkach opisał 15–20 tys. eksperymentów, z których opublikowano niewielką część. W 1892 r. Adolf Nordenskiöld opublikował wybór notatek Scheelego.